# Asperula hirsuta
Asperula hirsuta là một loài thực vật có hoa trong họ Thiến thảo. Loài này được Desf. mô tả khoa học đầu tiên năm 1798.